# فرودگاه منطقه‌ای کرنوال
فرودگاه منطقه‌ای کرنوال (به انگلیسی: Cornwall Regional Airport) یک فرودگاه همگانی با کد یاتا YCC است که یک باند فرود آسفالت دارد و طول باند آن ۱۰۷۰ متر است. این فرودگاه در کشور کانادا قرار دارد و در ارتفاع ۵۳ متری از سطح دریا واقع شده‌است.